# 숀 파넬
숀 파넬(영어: Sean Parnell, 1962년 11월 19일 ~ )은 미국의 정치인이다.

## 역대 선거 결과
| 선거명      | 직책명                        | 대수 | 정당   | 득표율 | 득표수    | 결과 | 당락                   |
| ----------- | ----------------------------- | ---- | ------ | ------ | --------- | ---- | ---------------------- |
| 1992년 선거 | 하원의원 (알래스카 제1선거구) | 18대 | 공화당 | 41.47% | 2,242표   | 1위  | 알래스카 주의원 당선   |
| 1994년 선거 | 하원의원 (알래스카 제1선거구) | 19대 | 공화당 | 70.30% | 3,312표   | 1위  | 알래스카 주의원 당선   |
| 1996년 선거 | 상원의원 (알래스카 제1부)     | 20대 | 공화당 | 58.31% | 7,656표   | 1위  | 알래스카 주의원 당선   |
| 2006년 선거 | 알래스카 부지사               | 9대  | 공화당 | 48.33% | 114,697표 | 1위  | 알래스카 부주지사 당선 |
| 2010년 선거 | 알래스카 주지사               | 10대 | 공화당 | 59.06% | 151,318표 | 1위  | 알래스카 주지사 당선   |
| 2014년 선거 | 알래스카 주지사               | 11대 | 공화당 | 45.88% | 128,435표 | 2위  | 낙선                   |